# Michele Merkin
Michele Merkin (25 de junho de 1975) é uma modelo e atriz estadunidense.

## Biografia
Merkin nasceu em São Francisco de ascendência sueca, russa e judaica, e frequentou a escola em Inglaterra. Sua mãe era sueca, e foi uma modelo durante vinte anos, incluindo uma aparição no catálogo da Victoria's Secret, na década de 1970. Merkin cresceu, alta e magra, chegando aos seus 1,80m. Isso ajudou-a a jogar basquete, mas seu abuso de altura reuniu alguns apelidos na escola, como "Girafa" e "Manute Bol".

## Carreira como modelo
Merkin começou a trabalhar como modelo a tempo parcial a partir dos 15 anos, quando estava no colégio. Participou na UCLA, com o objetivo de estudar medicina, cirurgia plástica especificamente, mas durante o primeiro trimestre do seu curso académico ela se tornou uma modelo profissional. Ela desfilou durante uns 15 anos, vivendo em Paris, Milão, Nova York e Los Angeles, aparecendo em revistas como ELLE, Marie Claire, Harper's Bazaar e na revista Vogue e mais de 60 comerciais, principalmente para as campanhas da Clairol e do Video game da Nitendo, Perfect Dark.
Para Perfect Dark, Merkin apareceu como a personagem principal do video game, Joanna Dark em comerciais para a N64; Merkin cortou o seu cabelo curto e tingido de preto, a fim de obter a aparência semelhante à da personagem do video game
Merkin foi selecionada na revista Maxmen na lista das 100 mulheres mais atraentes de 2006, na septuagésima quarta posição (#74) e, em 2007, na quinquagésima sexta posição (#56).

## Como apresentadora de televisão
Merkin co-organizou o programa de televisão por cabo Foody Call, com Rossi Morreale, que entrou no ar em Junho de 2005 no canal a cabo Style Network. Este programa foi um reality show, combinando cozinha e romance, através do ensino de homens para seduzir as mulheres com os alimentos. Foi o segundo maior rated show na Style Network. Depois de o programa ter sido cancelado, em 2006, Merkin admitiu que a premissa era defeituosa, dizendo: "... Eu sei que a maioria das moças não iriam realmente comer. O caminho para o coração de uma mulher, não é definitivamente através de seu estômago."
Ao mesmo tempo, Merkin foi repórter num trabalho secundário, na terceira temporada da Extreme Dodgeball, que foi ao ar no dia 19 de julho de 2005 no Game Show Network..
Em maio de 2007, ela se aventurou fora da televisão por cabo para se hospedar na série de televisão The Next Best Thing, que foi ao ar pela American Broadcasting Company.
Ela é co-hosting do Party Monsters Cabo em E!, um reality show onde os participantes concorrem para determinar quem é o melhor planejador do evento da partida.
Em março de 2008 ela organizou o Sand Blasters III: Campeonato de Esculturas na Areia no Travel Channel. 
Também organizou episódios individuais no E! News Daily, NBC For Love or Money, VH1's Red Eye, The Movie Fan Show, The Love Report no Studios USA, Close-up Hollywood, Buy TV, Movie Watch e Attack of the Show!

## Filmografia

### Televisão
- Live & Loud Fridays (2009)
- TBS Movie Extra (2004)

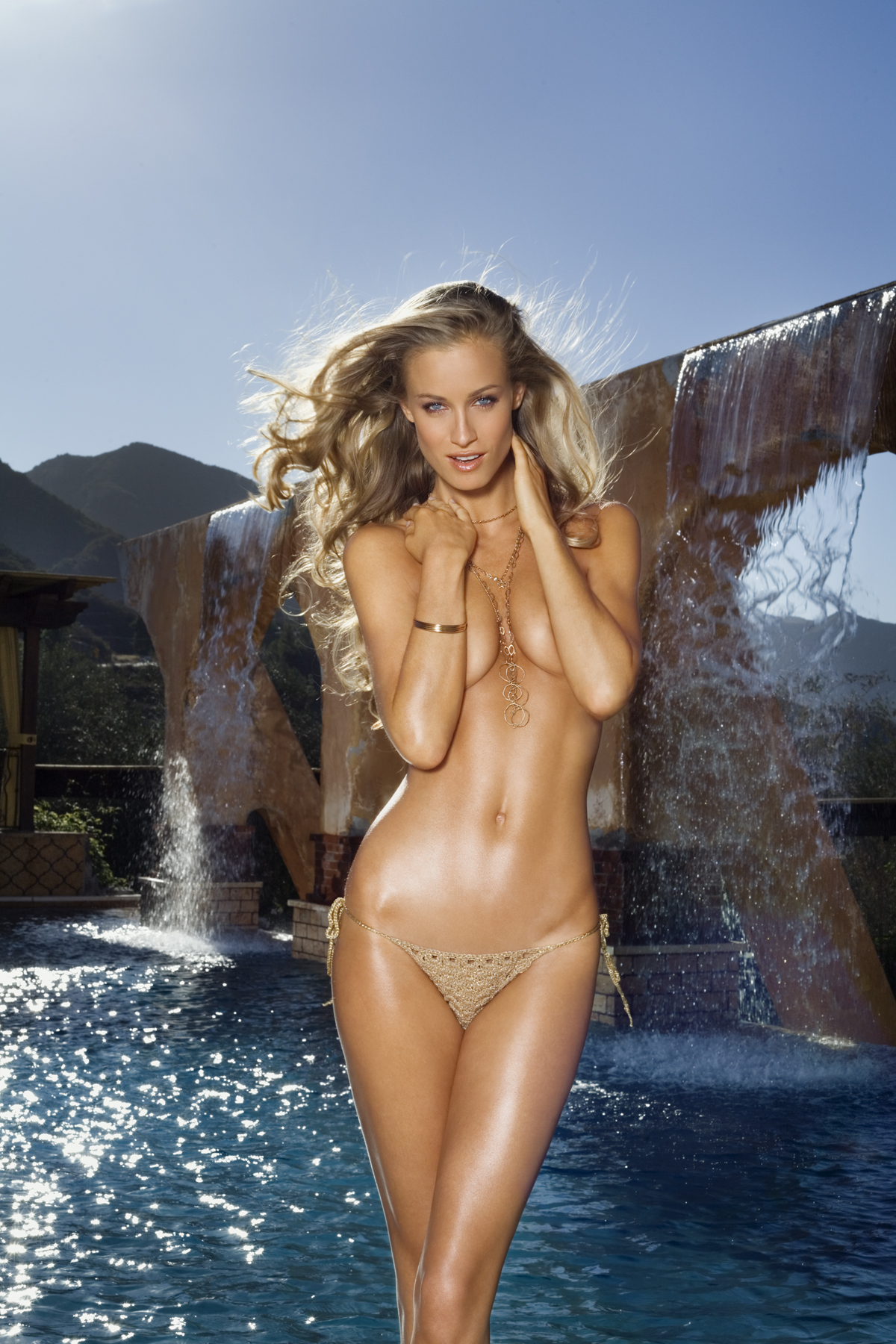

- Star Tomorrow (2006) .... Apresentadora
- Celebrity Drive-By (2006) .... Apresentadora
- Foody Call (2005) .... Co-apresentadora
- Big Playstation Saturday (2003) - Apresentadora
- A Kid in Aladdin's Palace (1998) - Valery
- Hide N' Seek (1998) - Julie
- One Night Stand (1997) - Agente de modelos
- Selvaggi (1995) - Linda